# Oscar du Motier de La Fayette
Oscar Thomas-Gilbert du Motier, marquis de La Fayette (20 août 1815 à Paris - 26 mars 1881 à Paris), est un militaire et homme politique français.

## Biographie
Fils de Georges Washington de La Fayette et petit-fils du général de La Fayette, il fut élève de l'École polytechnique (X 1833), passa à l'École d'application de Metz en 1835, en sortit officier d'artillerie, et fit brillamment plusieurs campagnes en Afrique. 
Oscar de La Fayette revint en France avec les épaulettes de capitaine et la croix de la Légion d'honneur. 
Élu, le 1er août 1846, comme candidat de l'opposition libérale, député du 2e collège de Seine-et-Marne (Meaux), il prit place à gauche, se montra partisan de la réforme électorale, et assista au banquet d'Annezin (1847), où il prononça un chaleureux discours. 
La révolution de février 1848, à laquelle il adhéra, le fit commissaire général de la République dans le département de Seine-et-Marne, dont il devint, le 23 avril 1848, le représentant à l'Assemblée constituante, élu le 2e sur 9. Son père avait été élu le 1er. 
Oscar de La Fayette vota avec la fraction la plus modérée du parti démocratique et soutint le gouvernement de Cavaignac. 
Le 13 mai 1849, il obtint sa réélection à la Législative, comme représentant de Seine-et-Marne. Là, il fit une opposition assez réservée à la politique présidentielle de Louis-Napoléon Bonaparte, et vota le plus souvent avec la minorité démocratique. Après le coup d'État du 2 décembre 1851, il donna sa démission d'officier d'artillerie et se tint à l'écart des affaires. 
Porté sans succès, sous l'Empire, aux élections de 1869 pour le Corps législatif, dans une circonscription de Seine-et-Marne, il rentra dans la politique active après la guerre. Élu, le 8 février 1871, représentant de Seine-et-Marne à l'Assemblée nationale, il s'inscrivit au groupe de la gauche républicaine, qu'il présida en 1872, appuya la politique « conservatrice républicaine » de Thiers. Un amendement dont il était l'auteur donna lieu à une vive discussion et fut finalement adopté par l'Assemblée : cet amendement (à la loi électorale) fixa à 21 ans l'âge de l'électorat municipal, comme celui de l'électorat politique. 
Il fut élu, le 13 décembre 1875, parmi les 75 sénateurs inamovibles élu par l'Assemblée nationale. Il continua de siéger, à la Chambre haute, dans le groupe de la gauche modérée. 
Il représentait le canton de Meaux au conseil général de Seine-et-Marne, dont il était le président, et avait été admis à la retraite comme officier, le 13 novembre 1871, avec le grade de chef d'escadron d'artillerie de l'état-major.
Il repose au cimetière du Père Lachaise (division 10), à Paris.